# CLAMPノキセキ
『CLAMPノキセキ』（クランプ ノ キセキ）は、CLAMPのデビュー15周年を記念して作られたCLAMP作品の総解説集のような出版物。2004年9月から2005年8月の1年間にかけて全12巻が、講談社より発売された（各巻1,680円）。各巻にチェスのピースが3体ずつ付録として付けられた他、各作品の紹介、インタビュー、新作漫画に関する情報（当時）などが掲載された。

## 各巻概要
| #  | 特集                                                    | 表紙                                                                                        | チェスピース                                                             |
| -- | ------------------------------------------------------- | ------------------------------------------------------------------------------------------- | ------------------------------------------------------------------------ |
| 1  | カードキャプターさくら                                  | サクラ・知世（ツバサ-RESERVoir CHRoNiCLE-）                                                 | クイーン（白）：木之本桜（カードキャプターさくら）                       |
| 1  | カードキャプターさくら                                  | サクラ・知世（ツバサ-RESERVoir CHRoNiCLE-）                                                 | ポーン（白）：モコナ＝モドキ（ツバサ-RESERVoir CHRoNiCLE-）              |
| 1  | カードキャプターさくら                                  | サクラ・知世（ツバサ-RESERVoir CHRoNiCLE-）                                                 | ポーン（黒）：モコナ＝モドキ（XXXHOLiC）                                 |
| 2  | カードキャプターさくら CLOVER わたしのすきなひと        | スウ・藍（CLOVER）                                                                          | クイーン（白）：大道寺知世（カードキャプターさくら）                     |
| 2  | カードキャプターさくら CLOVER わたしのすきなひと        | スウ・藍（CLOVER）                                                                          | ビショップ（黒）：四月一日君尋（XXXHOLiC）                               |
| 2  | カードキャプターさくら CLOVER わたしのすきなひと        | スウ・藍（CLOVER）                                                                          | ポーン（白）：モコナ＝モドキ（ツバサ-RESERVoir CHRoNiCLE-）              |
| 3  | 東京BABYLON                                             | 皇昴流・皇北都（東京BABYLON）                                                               | ビショップ（白）：皇昴流（東京BABYLON）                                  |
| 3  | 東京BABYLON                                             | 皇昴流・皇北都（東京BABYLON）                                                               | ポーン（白）：モコナ＝モドキ（ツバサ-RESERVoir CHRoNiCLE-）              |
| 3  | 東京BABYLON                                             | 皇昴流・皇北都（東京BABYLON）                                                               | ポーン（黒）：モコナ＝モドキ（XXXHOLiC）                                 |
| 4  | 魔法騎士レイアース ANGELIC LAYER                        | 獅堂光（魔法騎士レイアース） 鈴原みさき（ANGELIC LAYER）                                    | ルーク（白）：鈴原みさき（ANGELIC LAYER）                                |
| 4  | 魔法騎士レイアース ANGELIC LAYER                        | 獅堂光（魔法騎士レイアース） 鈴原みさき（ANGELIC LAYER）                                    | ビショップ（黒）：桜塚星史郎（東京BABYLON）                              |
| 4  | 魔法騎士レイアース ANGELIC LAYER                        | 獅堂光（魔法騎士レイアース） 鈴原みさき（ANGELIC LAYER）                                    | ポーン（黒）：モコナ＝モドキ（XXXHOLiC）                                 |
| 5  | CLAMP学園探偵団 学園特警デュカリオン 20面相におねがい!! | 妹之山残・鷹村蘇芳・伊集院玲（CLAMP学園探偵団 / 学園特警デュカリオン / 20面相におねがい!!） | ルーク（黒）：スウ（CLOVER）                                             |
| 5  | CLAMP学園探偵団 学園特警デュカリオン 20面相におねがい!! | 妹之山残・鷹村蘇芳・伊集院玲（CLAMP学園探偵団 / 学園特警デュカリオン / 20面相におねがい!!） | ナイト（黒）：妹之山残（CLAMP学園探偵団 ほか）                           |
| 5  | CLAMP学園探偵団 学園特警デュカリオン 20面相におねがい!! | 妹之山残・鷹村蘇芳・伊集院玲（CLAMP学園探偵団 / 学園特警デュカリオン / 20面相におねがい!!） | ポーン（白）：モコナ＝モドキ（ツバサ-RESERVoir CHRoNiCLE-）              |
| 6  | 聖伝-RG VEDA-                                           | 阿修羅（善・悪）（聖伝-RG VEDA-）                                                           | ナイト（白）：獅堂光（魔法騎士レイアース）                               |
| 6  | 聖伝-RG VEDA-                                           | 阿修羅（善・悪）（聖伝-RG VEDA-）                                                           | ルーク（黒）：阿修羅（聖伝-RG VEDA-）                                    |
| 6  | 聖伝-RG VEDA-                                           | 阿修羅（善・悪）（聖伝-RG VEDA-）                                                           | ポーン（黒）：モコナ＝モドキ（XXXHOLiC）                                 |
| 7  | ちょびっツ Wish すき。だからすき                        | 琥珀（Wish） ちぃ（ちょびっツ）                                                             | ルーク（白）：ちぃ（ちょびっツ）                                         |
| 7  | ちょびっツ Wish すき。だからすき                        | 琥珀（Wish） ちぃ（ちょびっツ）                                                             | ナイト（白）：伊集院玲（20面相におねがい!! ほか）                        |
| 7  | ちょびっツ Wish すき。だからすき                        | 琥珀（Wish） ちぃ（ちょびっツ）                                                             | ポーン（白）：モコナ＝モドキ（ツバサ-RESERVoir CHRoNiCLE-）              |
| 8  | X                                                       | 司狼神威・桃生封真（X）                                                                     | キング（黒）：司狼神威（X）                                              |
| 8  | X                                                       | 司狼神威・桃生封真（X）                                                                     | ポーン（白）：モコナ＝モドキ（ツバサ-RESERVoir CHRoNiCLE-）              |
| 8  | X                                                       | 司狼神威・桃生封真（X）                                                                     | ポーン（黒）：モコナ＝モドキ（XXXHOLiC）                                 |
| 9  | X 不思議の国の美幸ちゃん 白姫抄                         | 美幸（不思議の国の美幸ちゃん） 桜塚星史郎（東京BABYLON ほか）                               | キング（黒）：桃生封真（X）                                              |
| 9  | X 不思議の国の美幸ちゃん 白姫抄                         | 美幸（不思議の国の美幸ちゃん） 桜塚星史郎（東京BABYLON ほか）                               | ビショップ（白）：美幸（不思議の国の美幸ちゃん）                         |
| 9  | X 不思議の国の美幸ちゃん 白姫抄                         | 美幸（不思議の国の美幸ちゃん） 桜塚星史郎（東京BABYLON ほか）                               | ポーン（黒）：モコナ＝モドキ（XXXHOLiC）                                 |
| 10 | XXXHOLiC 合法ドラッグ                                   | 壱原侑子・四月一日君尋（XXXHOLiC）                                                          | ビショップ（黒）：ファイ・D・フローライト（ツバサ-RESERVoir CHRoNiCLE-） |
| 10 | XXXHOLiC 合法ドラッグ                                   | 壱原侑子・四月一日君尋（XXXHOLiC）                                                          | クイーン（黒）：壱原侑子（XXXHOLiC）                                     |
| 10 | XXXHOLiC 合法ドラッグ                                   | 壱原侑子・四月一日君尋（XXXHOLiC）                                                          | ポーン（白）：モコナ＝モドキ（ツバサ-RESERVoir CHRoNiCLE-）              |
| 11 | ツバサ-RESERVoir CHRoNiCLE- 新・春香伝                  | 黒鋼・ファイ・D・フローライト（ツバサ-RESERVoir CHRoNiCLE-）                                | ビショップ（白）：琥珀（Wish）                                           |
| 11 | ツバサ-RESERVoir CHRoNiCLE- 新・春香伝                  | 黒鋼・ファイ・D・フローライト（ツバサ-RESERVoir CHRoNiCLE-）                                | ナイト（黒）：黒鋼（ツバサ-RESERVoir CHRoNiCLE-）                        |
| 11 | ツバサ-RESERVoir CHRoNiCLE- 新・春香伝                  | 黒鋼・ファイ・D・フローライト（ツバサ-RESERVoir CHRoNiCLE-）                                | ポーン（黒）：モコナ＝モドキ（XXXHOLiC）                                 |
| 12 | ツバサ-RESERVoir CHRoNiCLE- こばと。                    | 小狼（ツバサ-RESERVoir CHRoNiCLE-）・花戸小鳩（こばと。）                                   | キング（白）：小狼（ツバサ-RESERVoir CHRoNiCLE-）                        |
| 12 | ツバサ-RESERVoir CHRoNiCLE- こばと。                    | 小狼（ツバサ-RESERVoir CHRoNiCLE-）・花戸小鳩（こばと。）                                   | ポーン（白）：モコナ＝モドキ（ツバサ-RESERVoir CHRoNiCLE-）              |
| 12 | ツバサ-RESERVoir CHRoNiCLE- こばと。                    | 小狼（ツバサ-RESERVoir CHRoNiCLE-）・花戸小鳩（こばと。）                                   | ポーン（黒）：モコナ＝モドキ（XXXHOLiC）                                 |